# 831 Stateira
För andra betydelser, se Stateira.
831 Stateira eller A916 SD är en asteroid i huvudbältet, som upptäcktes den 20 september 1916 av den tyske astronomen Max Wolf. Asteroiden namngavs senare efter Stateira I, hustrun till den persiske kungen Artaxerxes II.
Stateiras senaste periheliepassage skedde den 29 april 2022. Dess rotationstid har beräknats till 4 timmar